# No. 2
No. 2, estrenada como Naming Number Two en Norteamérica, es una película neozelandesa de 2006 escrita y dirigida por Toa Fraser en su debut cinematográfico. Se estrenó el 16 de febrero de 2006 en Nueva Zelanda y el 3 de agosto de 2007 en los Estados Unidos. Fue una adaptación de la obra de teatro de 2000 del dramaturgo neozelandés-fiyiano.

## Reparto
| Actor               | Papel         |
| ------------------- | ------------- |
| Ruby Dee            | Nanna Maria   |
| Taungaroa Emile     | Soul          |
| Rene Naufahu        | Erasmus       |
| Tuva Novotny        | Danish Maria  |
| Mia Blake           | Charlene      |
| Xavier Horan        | Tyson         |
| Miriama McDowell    | Hibiscus      |
| Nathaniel Lees      | Tío John      |
| Joe Folau           | Pule          |
| Tanea Heke          | Tía Cat       |
| Pio Terei           | Tío Percy     |
| Te Paki Cherrington | Padre Francis |
| Antony Starr        | Shelly        |
| Michelle Ang        | Melanie Shum  |

## Producción
La película se rodó en el suburbio de Mount Roskill en Auckland, Nueva Zelanda, durante la última parte del verano de 2005, con escenas interiores de la casa de Nanna Maria en un estudio de sonido en Henderson Valley Studios. La posproducción se completó en Wellington, en Park Road Post.
Poco después de la llegada de Ruby Dee a Nueva Zelanda, la película quedó en suspenso tras la noticia de que su marido Ossie Davis había muerto en Estados Unidos. Dee voló de regreso para asistir al funeral. Sin embargo, antes de abandonar Nueva Zelanda, prometió regresar y completar la película. El equipo estuvo apartado por un período de tres semanas y la fotografía principal comenzó a principios de marzo de 2005.

## Estreno
La película fue estrenada en Nueva Zelanda el 16 de febrero de 2006.

## Premios
- 2006 Festival de Cine de Sundance Premio del Público al Cine Mundial: Dramático[5]
- Nominación, Gran Premio del Jurado del Festival de Cine de Sundance 2006[5]